# 성수공업고등학교
성수공업고등학교(聖水工業高等學校)는 서울특별시 성동구 성수동2가에 있었던 공립 고등학교이다.

## 학교 연혁
- 1997년 2월 20일 : 성수공업고등학교 설립인가(기계과 2학급, 금형설계과 2학급, 자동차과 2학급, 전기과 2학급, 전자과 2학급)
- 1998년 3월 1일 : 초대 권희복 교장 취임(진호남 교감 외 교사 30명 부임)
- 1998년 3월 2일 : 제1회 신입생 502명 입학
- 1998년 6월 26일 : 개교식 거행
- 2001년 2월 13일 : 제1회 졸업식
- 2010년 6월 30일 : 학칙개정(학과개편 에코바이크 1학급, 그린생산 2학급, 그린자동차 2학급, 그린에너지 2학급, 그린전자 2학급)
- 2010년 10월 1일 : 교육청지원형 특성화고등학교 지정(녹색친환경분야)
- 2014년 8월 14일 : 학과명칭 변경(그린생산과 → 기계과, 그린자동차과 → 자동차과, 그린에너지과 → 전기과, 그린전자과 → 전자과)
- 2020년 9월 1일 : 제11대 백수길 교장 부임
- 2021년 2월 4일 : 제21회 졸업식
- 2021년 3월 2일 : 2021학년도 신입생 23명 입학
- 2023년 9월 1일 : 제12대 유영서 교장 부임
- 2024년 2월 29일 : 26년만에 폐교

## 설치 학과
- 기계과
- 전기과
- 전자과
- 자동차과
- 의료전자과
- 에코바이크과
- 자동차도제반
- 스마트기계과

## 참고 자료
- 성수공업고등학교 - 한국교육학술정보원 학교알리미